# 普尔朗
普尔朗（法語：Pourlans，法語發音：[puʁlɑ̃]）是法国索恩-卢瓦尔省的一个市镇，属于卢昂区。

## 地理
普尔朗（46°57'25"N, 5°14'19"E）面积16.04 平方千米，位于法国勃艮第-弗朗什-孔泰大區索恩-卢瓦尔省，该省份为法国中部省份，北起顺时针与科多尔省、汝拉省、安省、罗讷省、卢瓦尔省、阿列省和涅夫勒省接壤。
与普尔朗接壤的市镇（或旧市镇、城区）包括：布斯朗日、朗特、阿努瓦尔、克吕-维勒讷沃。

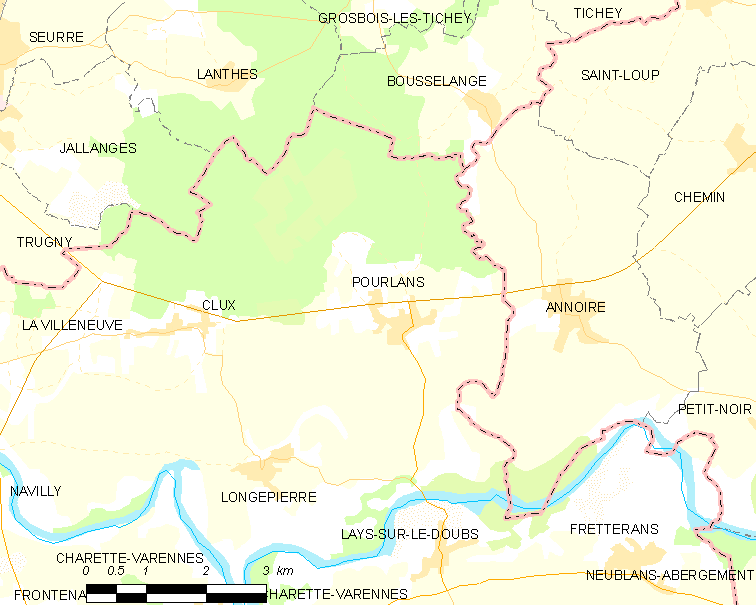
普尔朗的OSM定位图

普尔朗的时区为UTC+01:00、UTC+02:00（夏令时）。

## 行政
普尔朗的邮政编码为71270，INSEE市镇编码为71357。

## 政治
普尔朗所属的省级选区为皮埃尔德布雷斯县。

## 人口

1962-2008年间普尔朗人口变化图示

普尔朗于2022年1月1日时的人口数量为220人。